# 서정화 (1933년)
서정화(徐廷和, 1933년 3월 4일~2024년 3월 17일)는 대한민국의 정치인 가문·정치인이다. 제40·61대 내무부 장관으로 재임하였다. 본관은 대구(大邱). 아호(雅號)는 일묵(一默)이다.

## 학력
- 1952년: 통영고등보통학교 졸업
- 1953년: 육군보병학교 졸업
- 1954년: 육군포병학교 졸업
- 1959년: 서울대학교 법과대학 법학과 학사
- 1960년: 국방대학교 행정학사 5기
- 1974년: 서울대학교 행정대학원 행정학 석사
- 1977년: 국방대학원 행정학 석사
- 1982년: 한양대학교 행정대학원 행정학 석사
- 1984년: 한양대학교 대학원 법학과 법학 석사
- 1986년: 한양대학교 대학원 법학과 법학 박사

### 명예 박사 학위
- 중화민국 타이완 정치 대학교 명예 법학박사
- 숙명여자대학교 명예 정치학 박사

## 주요 경력
- 1952년: 육군 갑종장교로 육군 소위 임관(1952년 7월 20일)
- 1953년: 육군 중위 진급(1953년 5월 20일)
- 1954년: 육군 대위 진급(1954년 12월 10일)
- 1956년: 육군 소령 진급(1956년 11월 26일)
- 1959년: 육군 중령 진급(1959년 12월 15일)
- 1961년: 육군 중령 예편(1961년 3월 21일)
- 1961년~1962년: 경남도 감사실 실장
- 1961년~1962년: 경남도 사회과 과장
- 1962년~1964년: 경남도 사천 김해 군수
- 1964년~1966년: 내무부 총무과 과장
- 1966년~1968년: 내무부 지방행정연수원 원장
- 1967년: 내무부 행정국장
- 1968 8월~1971년 8월: 경기도 부지사
- 1971 8월~1972년 7월: 전라남도 부지사
- 1972~1973년: 부산직할시 부시장
- 1973년~1974년: 내무부 기획관리실 실장
- 1974년 9월~1976년 1월: 제17대 충청남도 도지사
- 1976년 1월~1980년 4월: 제32대 내무부 차관
- 1980년~1980년: 중앙정보부 차장
- 1980년 9월~1982년 4월: 제40대 내무부 장관
- 1983년~1985년: 국토통일 고문
- 1983년 7월~1985년 1월: 제3대 민주평화통일자문회의 사무총장
- 1985년~1988년 4월: 제12대 국회의원(전국, 민주정의당)
- 1985년 4월: 국회 상공위원회 위원
- 1985년: 민주정의당 국책평가위원회 위원
- 1985년~1988년: 민주정의당 평화통일위원회 위원장
- 1986년~1988년: 한태의원친선협회 회장
- 1986년: 아시아태평양의원연맹 총회의 의장
- 1987년 7월~1990년 2월: 민주정의당 중앙집행위원회 회장
- 1987년~1987년: 대통령선거대책본부 부본부장
- 1987년~1987년: 대통령선거대책본부 수도권단 단장
- 1988년: 제13대 국회의원(서울 용산, 민주정의당·민주자유당)
- 1988년 6월: 국회 행정위원회 위원
- 1988년: 한일의원연맹 합동총회 회장
- 1988년: 한그리스의원친선협회 회장
- 1988년~1990년: 민주정의당 국책조정위원회 위원장
- 1989년: 서울특별시지부 위원장
- 1990년~1992년 5월: 민주자유당 국회의원
- 1990년~1992년: 민주자유당 당무위원회 위원
- 1990년: 민주자유당 정책평가위원회 위원장
- 1991년~1991년: 지방의회선거 수도권 대책위원회 위원장
- 1992년: 제14대 총선거 공천심사위원회 위원
- 1992년: 제14대 총선거 총선 수도권대책위원회 위원장
- 1992년 5월~1996년 5월: 제14대 국회의원(서울 용산, 민주자유당·신한국당)
- 1992년 10월: 국회 내무위원회 위원장
- 1992년~1992년 9월: 민자당 서울지부 부장
- 1994년 6월: 국회 외무통일위원회 위원
- 1994년: 아시아태평양의원연맹 한국의원단 회장
- 1995년 5월: 정원식서울시장후보 선거대책위원회 직능본부 본부장
- 1996년 5월~2000년 5월: 제15대 국회의원(서울 용산, 신한국당·한나라당)
- 1996년 2월~1997년 5월: 신한국당 중앙상무위원회 의장
- ~1997년 11월: 신한국당 서울특별시 용산지구당 위원장
- 1996년: 한이스라엘의원친선협회 회장
- 1996년 7월~1998년 8월: 국회 재정경제위원회 위원
- 1996년 7월: 국회 정보위원회 위원
- 1996년 7월~1997년 3월: 신한국당 당무위원
- 1996년 7월: 한일의원연맹 부회장
- 1997년 2월~1997년 3월: 제61대 내무부 장관
- 1997년 3월~1997년 11월: 신한국당 당무위원
- 1997년~1997년 11월: 신한국당 고비용정치구조개선위원회 위원장
- 1997년 5월~1997년 11월: 신한국당 전당대회 의장
- 1997년 11월~1999년 2월: 한나라당 당무위원
- 1997년 11월: 한나라당 고비용정치구조개선위원회 위원장
- 1997년 11월: 한나라당 전당대회 의장
- 1998년 8월~2000년 5월: 국회 재정경제위원회 위원
- 1999년 2월: 한나라당 당연직 당무위원
- 2000년 5월~2004년 5월: 제16대 국회의원(비례대표, 한나라당)
- 2000년 6월~2002년 6월: 국회 재정경제위원회 위원
- 2000년 7월: 한나라당 지도위원회 위원
- 2002년 7월: 국회 통일외교통상위원회 위원장
- 2002년 9월~2002년 12월: 한나라당 중앙선거대책위원회 지도위원
- 2002년 12월~2004년 5월: 한나라당 최고위원
- 2003년 7월~2004년 5월: 한나라당 상임고문
- 2005년 3월: 한화석유화학 고문
- 2005년 3월~2021년 4월: DK그룹 회장
- 2013년 3월~2017년 2월: 새누리당 상임고문
- 2014년 3월: 제25대 서울대학교 총동창회 회장
- 2017년 2월~2017년 11월: 자유한국당 상임고문
- 서울대학교 총동창회 명예회장
- 서울대학교 총동창회 고문
- 2020년 3월~2020년 9월: 미래통합당 상임고문
- 2020년 9월~2024년 3월: 국민의힘 상임고문

## 기타 이력
- 중앙대학교 초빙교수
- 한양대학교 초빙교수
- 숙명여자대학교 초빙교수
- 동국대학교 초빙교수
- 숭실대학교 초빙교수
- 고려대학교 초빙교수
- 연세대학교 초빙교수

## 가족 관계
- 종조부: 서상환(徐相懽, 1887년 9월 25일~1968년 5월) - 제6대 법무부 장관
- 아버지: 서병두(徐炳斗, 1899년 8월 10일~1961년 2월 9일) - 통영읍회 의원
- 어머니: 밀양 박씨 - 박중양 귀족 백작의 후손
- 첫째형: 서정철(?~1959년)
- 둘째형: 서정학(1923년 12월 19일 ~ 2011년 7월 10일) - 육군준장, 군수감사단 부단장, 39사단 117연대장
- 동생: 서정신(徐廷信, 1940년 8월 8일~2016년 3월 14일) - 전 대검찰청 차장, 법무부 차관, 법무법인 충정 고문
- 딸: 서영민(徐瑛民, 1961년 11월 7일~2022년 8월 7일) - 김승연 한화그룹 회장의 처, 서울대 약대
- 장남: 서수민(徐秀民, 1963년 10월 31일~) - (DK마린의 모회사) DKC 대표
- 차남: 서홍민(徐弘民, 1965년 2월 7일~) - DK마린의 대표
- 6촌: 서정귀 - 前 호남정유 사장

## 역대 선거 결과
|  | 35.2% |

|  | 32.88% |

|  | 35.65% |

|  | 36.39% |

|  | 37.9% |

## 소속 정당
| 소속 정당 | 소속 정당  | 소속 기간 | 비고           |
| --------- | ---------- | --------- | -------------- |
|           | 민주공화당 | 1963~1964 | 창당 정계 입문 |
|           | 무소속     | 1964~1985 | 탈당           |
|           | 민주정의당 | 1985~1990 | 입당           |
|           | 민주자유당 | 1990~1995 | 합당           |
|           | 신한국당   | 1995~1997 | 당명 변경      |
|           | 한나라당   | 1997~2012 | 합당 정계 은퇴 |
|           | 새누리당   | 2012~2017 | 당명 변경      |
|           | 자유한국당 | 2017~2020 | 당명 변경      |
|           | 미래통합당 | 2020      | 합당           |
|           | 국민의힘   | 2020~현재 | 당명 변경      |

## 같이 보기
- 대한민국 제12대 국회의원 선거 민주정의당 후보 목록#전국구
- 대한민국 제16대 국회의원 선거 한나라당 후보 목록#비례대표
- 용산구 (1988년 선거구)
- 서울 용산구의 국회의원
- 부산광역시 부시장
- 충청남도지사
- 대한민국의 국가정보원 차장
- 대한민국의 행정안전부 차관
- 대한민국의 행정안전부 장관